# (26144) 1994 PG7
A (26144) 1994 PG7 a Naprendszer kisbolygóövében található aszteroida. Eric Walter Elst fedezte fel 1994. augusztus 10-én.